# Haedropleura flexicosta
Haedropleura flexicosta là một loài ốc biển, là động vật thân mềm chân bụng sống ở biển trong họ Turridae.